# Amadou Toumani Touré
Amadou Toumani Touré (wym. [amaˈdu tumaˈni tuˈʀe]; ur. 4 listopada 1948 w Mopti, zm. 10 listopada 2020 w Stambule) – malijski wojskowy i polityk, w latach 1991–1992 przewodniczący Tymczasowego Komitetu Ocalenia Narodowego – rządzącej krajem junty wojskowej, następnie w latach 2002–2012 prezydent Mali.

## Życiorys
W 1991 roku dokonał wraz z grupą oficerów puczu, który obalił wieloletniego dyktatora Moussę Traoré. Touré ogłosił się głową państwa i przeprowadził szereg reform demokratycznych, wprowadził on system wielopartyjny i rozwiązał dotychczasową wojskową monopartię. W 1992 roku przeprowadził wybory prezydenckie które wygrał Alpha Oumar Konaré. W 1993 Touré założył Fundację Dziecięcą.
W maju 2002 roku wygrał wybory prezydenckie, uzyskując 64,35% głosów, a jego przeciwnikiem był były minister Soumaïla Cissé. Okres rządów Touré był związany z destabilizacją kraju. Już w 2003 roku na zachodzie Mali doszło do walk między zwaśnionymi grupami islamskimi. W 2007 roku z kolei doszło do wybuchu walk z Tuaregami na skutek ich ataków na wojska rządowe. Walki trwały do 2009 roku. Do zaognienia relacji państwa z Tuaregami doszło w 2011 roku, kiedy po obaleniu i zabójstwie przywódcy Libii, pułkownika Mu’ammara al-Kaddafiego, do Mali powrócili tuarescy najemnicy, walczący w czasie wojny domowej po jego stronie. Napływ nowych, dobrze uzbrojonych i wyćwiczonych bojowników zmienił sytuację w regionie. W rezultacie w styczniu 2012 roku doszło do wybuchu zbrojnego powstania Tuaregów które przerodziło się w wojnę domową pod przewodnictwem Narodowego Ruchu Wyzwolenia Azawadu. Do rebelii włączył się też Arabski Ruch Azawadu.
W związku z niepowodzeniami rządu w walce z tuareskimi rebeliantami, w marcu 2012 roku doszło w kraju do zamachu stanu. Władzę w państwie w następstwie przewrotu objął Narodowy Komitet na rzecz Przywrócenia Demokracji i Państwa a Touré pozostawał od tego czasu w ukryciu. 8 kwietnia 2012 oficjalnie podał się do dymisji, a 19 kwietnia udał się na wygnanie do sąsiedniego Senegalu.
W 2013 roku Touré został oskarżony przez rząd prezydenta Ibrahima Boubacara Keïty o zdradę, z powodu niepowodzeń w walce z Tuaregami. W 2016 roku Zgromadzenie Narodowe umorzyło wszczęcie przeciwko niemu dochodzenia. W grudniu 2017 roku Touré powrócił do Mali i został ugoszczony przez prezydenta Keïtę. Były malijski przywódca zmarł w Stambule 10 listopada 2020.

## Odznaczenia
- Krzyż Wielki Orderu Narodowego (Mali)
- Wielka Gwiazda Odznaki Honorowej za Zasługi dla Republiki Austrii (2009, Austria)[12]
- Order José Martí (Kuba)
- Krzyż Wielki Orderu Zasługi Adolfa de Nassau (2005, Luksemburg)[13]
- Krzyż Wielki Order Świętego Karola (2012, Monako)[14]